# 一生一次 (贾斯汀·比伯歌曲)
〈一生一次〉（英語："One Time"）是加拿大歌手小賈斯汀首張精選輯《MY WORLDS - THE COLLECTION-》中的一首歌曲。

## 音樂錄影帶
這段由瓦斯蒂·柯拉執導的音樂錄影帶於2009年6月13日在比伯的YouTube頻道上發布，幾乎是單曲在iTunes上發布的一個月前。比伯的導師亞瑟小子和他最親密的朋友之一瑞安巴特勒出現在影片中。特色是比伯穿著灰色連帽運動衫，對著鏡頭頑皮地笑著。截至2019年1月，該影片在YouTube上的觀看次數已超過5.9億次。比伯發表評論說「從我的網路攝影機到專業影片真的很酷」。《娛樂周刊》的莉亞·格林布拉特（Leah Greenblat）在對該視頻的評論中表示：“比伯似乎確實擁有許多使他的偶像成為流行/R&B超級巨星的品質，包括清晰、柔和的聲音、海報男孩般的外表以及真誠的態度。
在音樂錄影帶中，亞瑟、比伯和巴特勒都將自己描繪成後兩人在亞瑟家玩電子遊戲。比伯接到亞瑟小子的電話，詢問亞瑟是否可以在他回來之前看守房子。同意後，比伯舉辦了一場家庭聚會，並試圖特別接近一個由克里斯汀·羅德赫弗扮演的女孩，但他感到很失望，因為他以為他們很親密，但在視頻的最後，當他們坐在泳池邊時，她發現了她。原本羅德赫弗和比伯應該手牽手跳進泳池，但水太冷了。然後他站起來，被亞瑟抓住了。

## 發行歷史
| 地區         | 日期          | 格式         |
| ------------ | ------------- | ------------ |
| 美國         | 2009年5月18日 | 主流節奏播放 |
| 美國、加拿大 | 2009年7月7日  | 數位音樂下載 |
| 英國         | 2010年1月4日  | 數位音樂下載 |